# Antonio Manso Maldonado
Antonio Manso Maldonado, militar espanyol i president de la Real Audiència de Nova Granada.
La seva carrera militar la va començar com a soldat fins a obtenir el diploma de mariscal de camp. Va prendre possessió de la presidència de la Real Audiència de Nova Granada el maig de 1724 En la seva administració va enviar missioners dominics a Barinas i Pedraza, i jesuïtes als plans Orientals; va fer reprendre l'explotació de les mines de maragdes amb esclaus negres, va manar reparar diverses esglésies en diferents llocs de la seva jurisdicció i es va preocupar per la reducció pacífica dels indis andaquíes. Per incrementar les rendes reals va proposar la venda de terres ermes i de l'Aiguardent de canya. Segons el oidor' Martínez Maldonado, qui va fer el judici de residència, durant el govern de Manso va haver-hi una "general carestia de carn i vés-les". A causa de problemes amb la seva salut, va demanar llicència per tornar a Espanya i el febrer de 1731 va emprendre el retorn a la península i el govern va quedar en mans de l'Audiència.